# 90482 Orcus
Orco (denominazione ufficiale 90482 Orcus, originariamente conosciuto con la designazione provvisoria di 2004 DW) è un oggetto celeste orbitante nella parte esterna del sistema solare, nella fascia di Kuiper. Fu scoperto il 17 febbraio 2004 da Michael E. Brown del California Institute of Technology, Chad Trujillo dei Telescopi Gemini e David Lincoln Rabinowitz dell'Università di Yale. Le immagini della scoperta di questo oggetto furono acquisite il 17 febbraio 2004, ma il corpo celeste è stato identificato successivamente in alcune immagini fotografiche d'archivio risalenti all'8 dicembre 1951.

## Nome
Possedendo una dimensione ed un'orbita simile a quella di Plutone, ad Orco è stato attribuito il nome di una divinità degli inferi. In accordo con le convenzioni per le denominazioni astronomiche dell'Unione Astronomica Internazionale, gli scopritori suggerirono il nome "Orco", che è stato approvato e pubblicato il 22 novembre 2004. Orco è sia un nome alternativo della divinità greca Ade che un dio astratto della morte nella mitologia romana.

## Orbita

L'orbita di Orco (in blu), quella di Plutone in (rosso) e quella di Nettuno (in grigio). I colori sono più chiari nella parte dell'orbita che è sopra l'eclittica.

Orco è un plutino, un oggetto transnettuniano bloccato in una risonanza orbitale 2:3 col gigante ghiacciato Nettuno, compiendo due rivoluzioni attorno al Sole ogni tre del pianeta. La sua orbita è molto simile a quella di Plutone, tranne per il fatto che la fase orbitale di Orco è opposta a quella di Plutone, ovvero quando Orco si trova all'afelio (nel 2019), Plutone si trova vicino al perielio (nel 1989) e viceversa. 
Il perielio dell'orbita di Orco si trova a circa 120° da quello di Plutone, mentre le eccentricità e le inclinazioni orbitali sono simili. L'orbita di Orco è di 247 anni, simile a quella di Plutone, ma con un orientamento diverso. Ogni 14.000 anni Orco viene a trovarsi a 18 UA da Nettuno.
A causa di queste somiglianze e contrasti, insieme al suo grande satellite Vanth che ricorda la grande luna di Plutone Caronte, Orco viene considerato l'anti-Plutone.

## Caratteristiche
Orco è il più grande plutino conosciuto dopo lo stesso Plutone. La magnitudine apparente è pari a 19,1, la stessa luminosità di Quaoar. Le dimensioni erano state sovrastimate poco tempo dopo la scoperta, quando non era chiara la natura del suo satellite Vanth, rilevatosi relativamente grande rispetto a Orco, per essere una sua luna. Con un diametro di poco più di 900 km Orco è l'ottavo oggetto transnettuniano in ordine di grandezza, dopo Eris, Plutone, Makemake, Haumea, Sedna, Gonggong e  Máni.

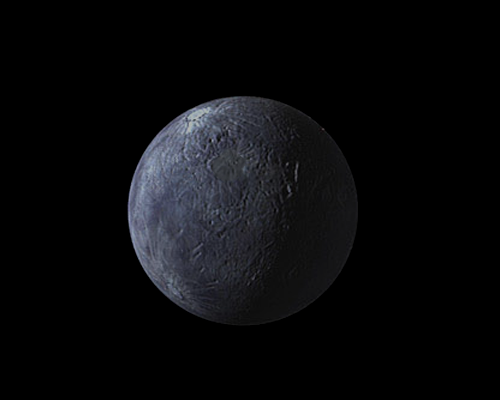
Rappresentazione artistica di Orco.

Osservazioni nell'infrarosso compiute dall'ESO indicherebbero, in superficie, miscele di ghiaccio d'acqua e residui carboniosi. Gli spettri hanno mostrato una superficie simile a quella di Caronte: nella banda visibile appaiono neutri senza mostrare nessuna caratteristica, mentre nel vicino infrarosso sono presente bande di assorbimento del ghiaccio d'acqua molto marcate, anche se la proporzione di ghiaccio sulla superficie pare inferiore a quella di Caronte, ma simile a quella di Tritone, il maggior satellite di Nettuno.
Alcune caratteristiche dello spettro paiono indicare la presenza di ammoniaca, metano e toline, anche se questi composti non sono stati identificati con assoluta certezza.
La presenza di ghiaccio cristallino (e forse di ghiaccio di ammoniaca) in superficie suggerisce che in passato su Orco si siano verificati episodi di criovulcanismo.

## Satellite

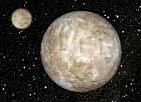
Rappresentazione artistica di Orco e del suo satellite Vanth.

Osservazioni compiute dal Telescopio Spaziale Hubble dal 13 novembre 2005 in poi, hanno permesso di scoprire un satellite orbitante attorno a Orco. La scoperta è avvenuta ad opera di Mike Brown e venne riportata il 22 febbraio 2007 con la designazione di IAUC 8812.
Il satellite così scoperto venne inizialmente indicato con la designazione provvisoria S/2005 (90482) 1; successivamente gli è stata assegnata la designazione ufficiale di Vanth, come la divinità etrusca degli inferi. La sua orbita è quasi circolare, con un'eccentricità orbitale di 0,0009, un periodo orbitale di 9,54 giorni e una distanza di circa 9000 km da Orco. Possiede inoltre uno spettro molto simile a Orco, caratteristica questa che può determinarne la struttura superficiale.
Da un'immagine del 2016 del sistema Orcus-Vanth si è misurata la dimensione del satellite, che risulta relativamente grande, con un diametro di circa 475 km con  un'incertezza di 75 km. Questa stima delle dimensioni di Vanth è in buon accordo con la dimensione di circa 442,5 km derivata da un'occultazione stellare nel 2017. Come Caronte rispetto a Plutone, Vanth è piuttosto grande rispetto a Orco, e se questi è un pianeta nano Vanth è il terzo satellite di pianeti nani più grande dopo Caronte e Dysnomia.